# Jonathan Borofsky

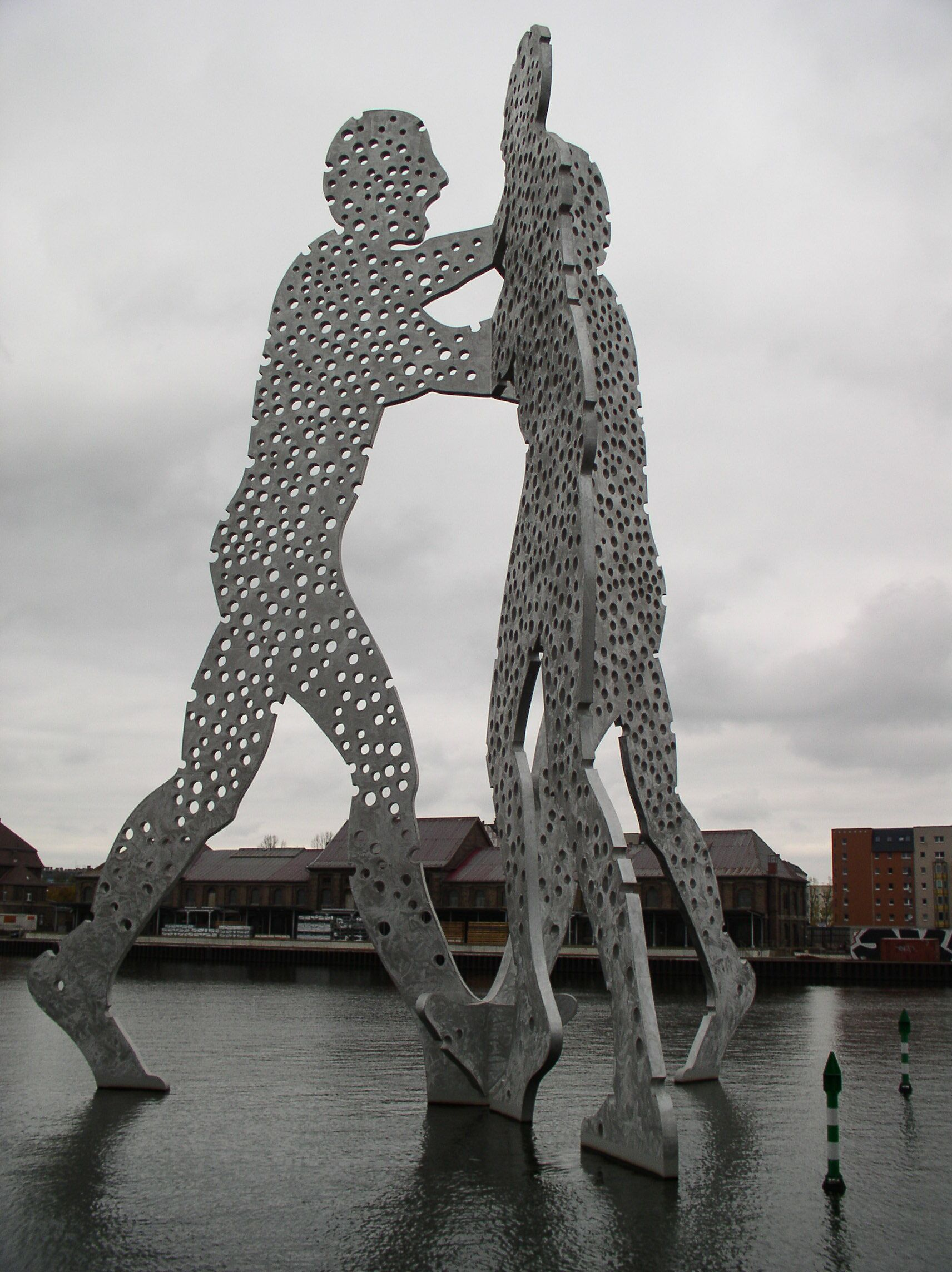
Molecule Man in Berlijn

Jonathan Borofsky (Boston (Massachusetts), 2 maart 1942) is een Amerikaanse beeldhouwer.

## Leven en werk
Borofsky behaalde zijn bachelor Fine Arts aan de Carnegie Mellon University, Pittsburgh in 1964, waarna hij zijn studie in Frankrijk vervolgde aan de École de Fontainebleau. Hij voltooide ten slotte zijn masteropleiding Fine Arts aan de Yale-universiteit, New Haven (Connecticut) in 1966. In de zestiger jaren probeerde hij minimal art en popart met elkaar te verbinden. In de zeventiger jaren ving hij aan zijn bovendimensionale beelden te creëren.
Borofsky woont en werkt in Maine.

## Bekende werken
Jonathan Borofskys bekendste werken, zeker bij het grote publiek, zijn ongetwijfeld zijn Hammering Men-sculpturen. De grootste Hammering Man is geplaatst in Frankfurt am Main (Duitsland) en de op een na grootste in Seattle (Washington). Andere exemplaren staan in New York, Minneapolis, Los Angeles, Bazel, Seoel en Washington D.C..
Daarnaast hebben nog faam verworven zijn beelden Walking to the Sky, Molecule Man, Walking Man , Running Man, Flying man, Ballerina Clown, Freedom en Flying Man/I dreamed I could fly in de Verenigde Staten, Canada en Europa (voornamelijk Duitsland).

## Enkele tentoonstellingen
- 2004 - Rockefeller Center, New York
- 2002 - Fondazione Sandretto Re Rebaudengo, Cuneo-Turijn, Italië
- 1999 - Kunstmuseum Basel, Bazel; Remba Gallery, Los Angeles
- 1996 - Whitney Museum of American Art, New York
- 1992 - documenta 9, Kassel
- 1987 - documenta 8, Kassel
- 1985 - Berkeley Art Museum and Pacific Film Archive, Berkeley (Californië)
- 1984 - Städel Museum, Frankfurt am Main
- 1983 - Ludwig Forum für Internationale Kunst, Aken
- 1982 - documenta 7, Kassel
- 1981 - Contemporary Arts Museum, Houston, Texas

## Fotogalerij

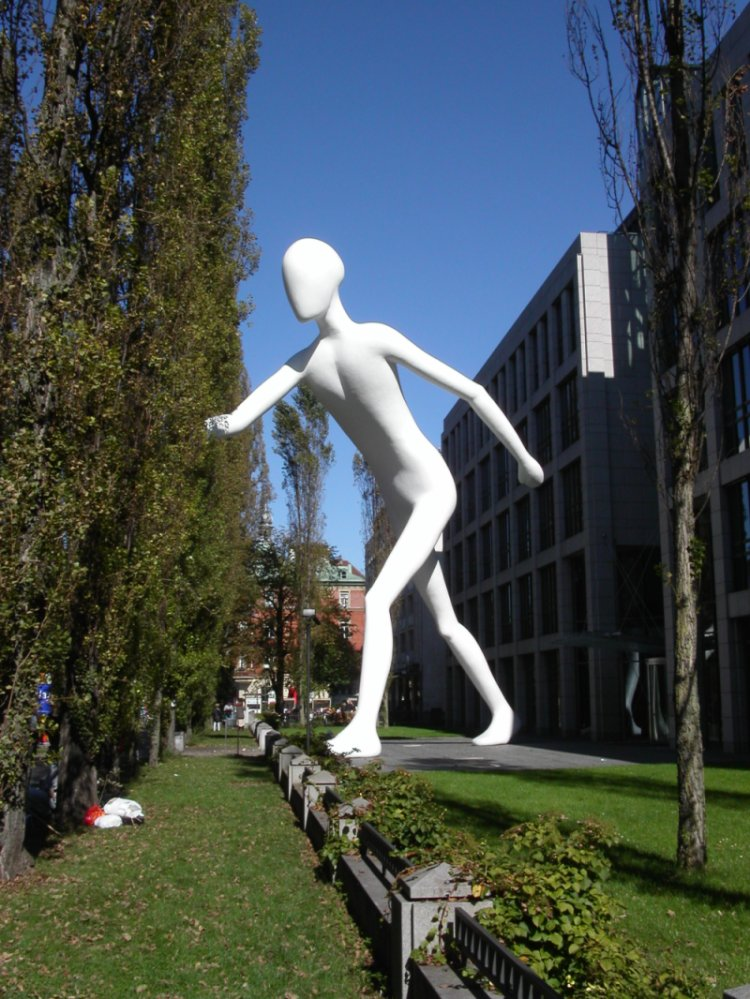
Walking Man in München.
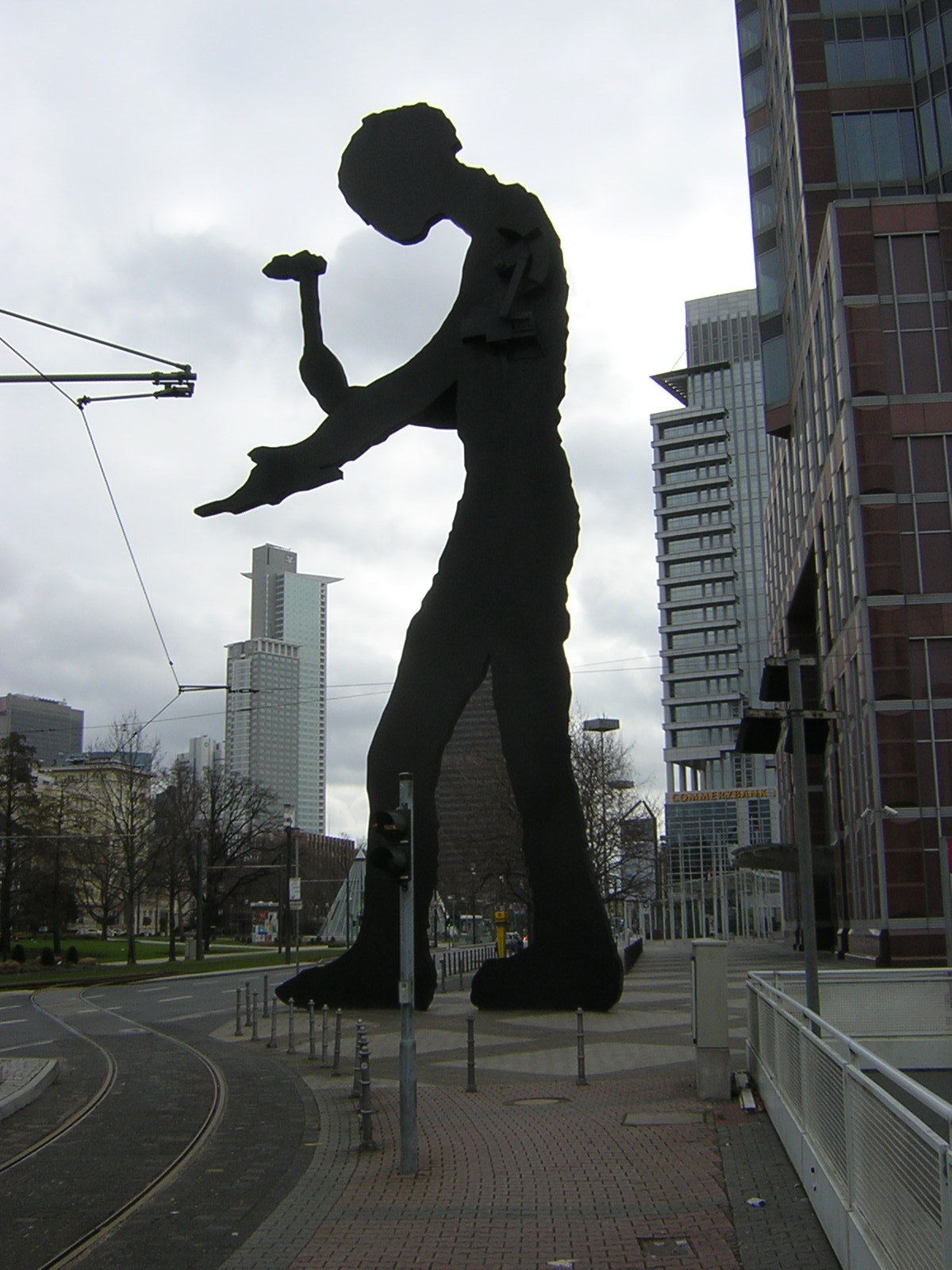
Hammering Man, Frankfurt am Main
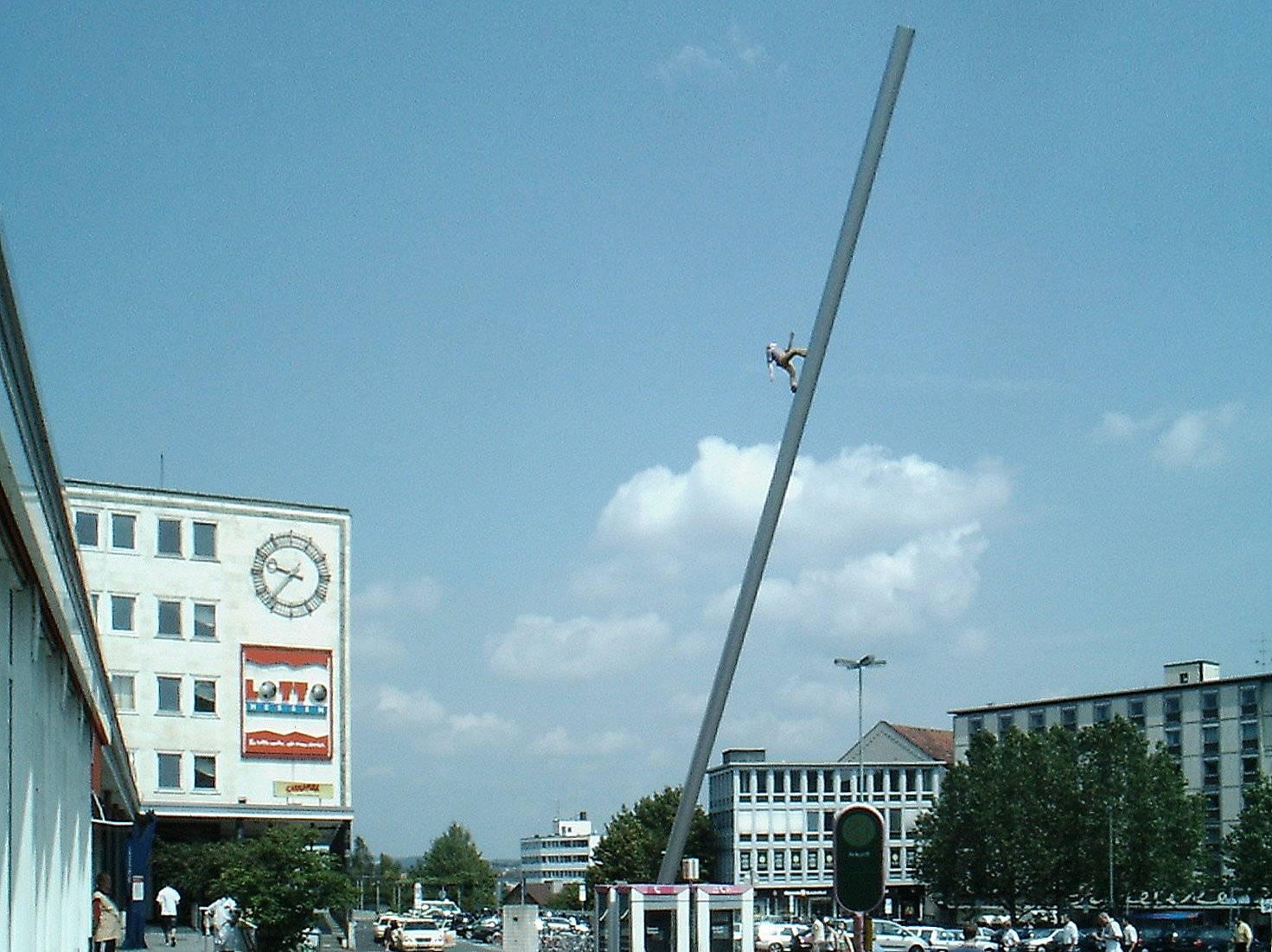
Man walking to the sky, Kassel
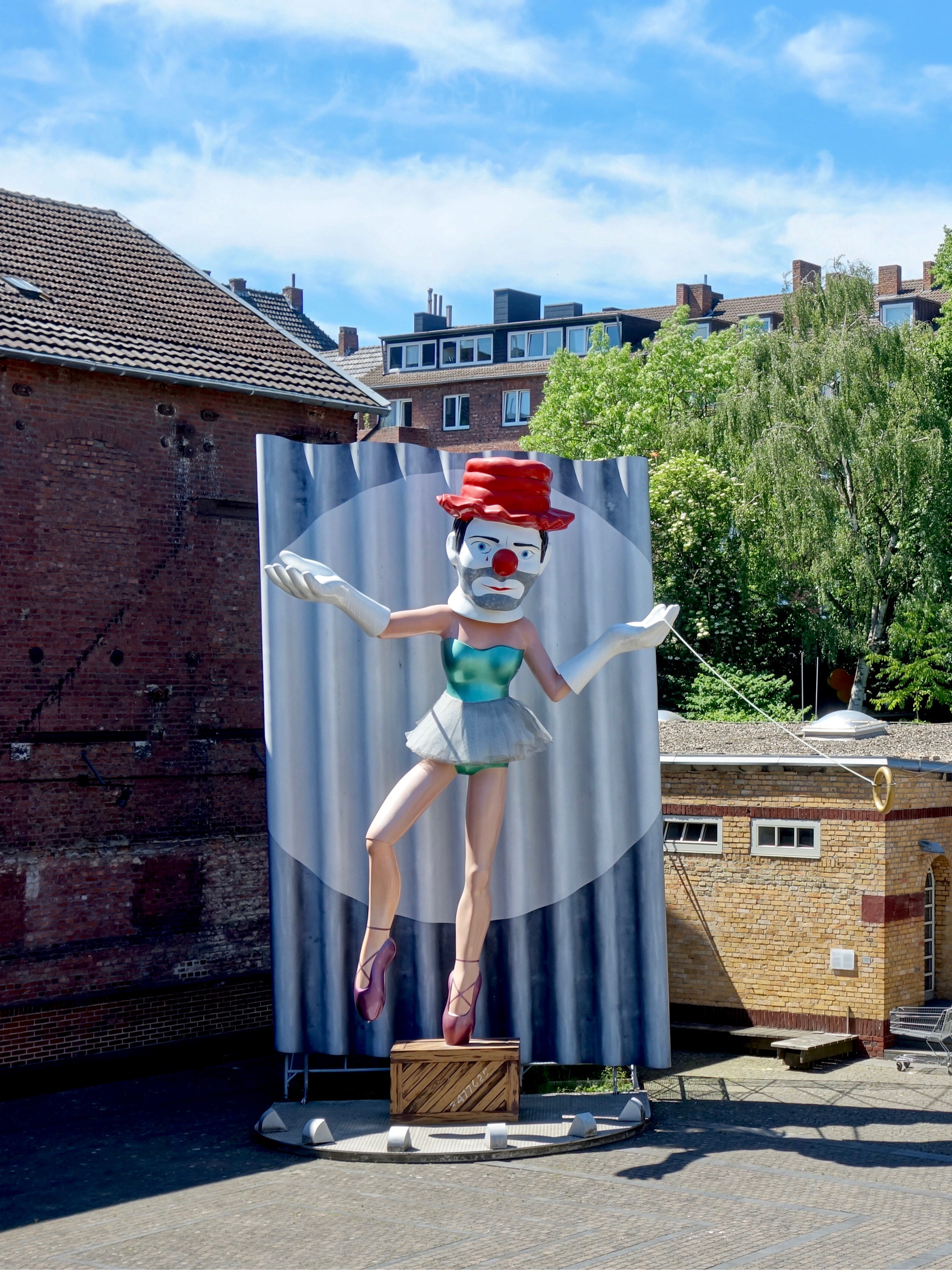
Ballerina Clown in de Ludwig Forum für Internationale Kunst
Ballerina Clown in Los Angeles